# Geiselbach
Geiselbach es un municipio alemán, ubicado en el distrito de Aschaffenburg, en el Regierungsbezirk de Baja Franconia, en el Estado federado de Baviera. Geiselbach se encuentra en el límite entre Hesse y Baviera, a 20 km al norte de Aschaffenburg y a 50 km al este de Fráncfort del Meno.